# Hans-Erik Staby
Hans-Erik Staby (* 8. September 1935 in Otjimbingwe, Südwestafrika; † 30. November 2009 in Windhoek) war ein namibischer Architekt und Politiker.

## Leben
Von 1941 bis 1949 besuchte Staby die Grundschule in Omaruru und ging anschließend bis zum Oberschulabschluss an das Paul-Roos-Gymnasium in Stellenbosch. 1959 beendete er sein Studium der Architektur an der Universität von Kapstadt. Anschließend führte ihn ein weiterführendes Studium 1960 an die Technische Universität Berlin. Nach einem kurzen beruflichen Aufenthalt als Architekt in Kiel, kehrte er 1963 nach Namibia zurück um sich seinem Beruf als Architekt zu widmen. Seit 1964 arbeitet Staby für die Firma Stauch & Partners, wurde ab 1968 Partner und übernahm schließlich 1992 die Firma. Staby arbeitete jahrelang eng mit Peter Burghard Strack zusammen.
Seit den siebziger Jahren widmete sich Staby zunehmend dem politischen und kulturellen Engagement in Namibia. Ab 1980 war er Abgeordneter der Republikanischen Partei (RP; damals Teil der Demokratischen Turnhallenallianz) in der South West African Legislative Assembly. Zudem war Staby Mitglied der Verfassungsgebenden Versammlung Namibias und von 1990 bis 1997 Sprecher der DTA für die Bereiche Handel und Finanzen in der Nationalversammlung. 1997 beendete Staby seine politische Laufbahn, nachdem er erkannte, dass die in der Politik Aktiven lediglich die Verwirklichung ihrer persönlichen Ziele verfolgten und sich weniger dem Wohlergehen der Allgemeinheit widmeten.
In der Zivilgesellschaft aktiv war Hans-Erik Staby zudem Vorsitzender des Namibia Institute for Democracy und der Namibisch-deutschen Stiftung für kulturelle Zusammenarbeit sowie Mitglied von Transparency International Namibia. Er spielte erfolgreich Cricket für den Wanderers Cricket Club und war außerdem von 1986 bis 1999 Präsident des Namibia Cricket Board.
Sein Sohn Sven-Erik Staby ist ebenfalls als Architekt in Namibia tätig (Stand November 2019) und zeichnet für zahlreiche Lodges der Gondwana Collection Namibia verantwortlich.